# 覚源院 (大田区)
覚源院（かくげんいん）は、東京都大田区池上にある、日蓮宗の寺院。池上本門寺の子院。

## 概要
当初は蓮池院と呼ばれ池上西谷に創建された。

## 歴史
- 1393年（明徳4年）頃（室町時代）開創（蓮池院）。
- 1514年（永正11年）日現により廣布山妙法坊と号す[1]。
- 1533年（天文2年）大坊本行寺等7ヵ寺が火災で罹災、東谷に移転[1]。
- 1573年（元亀4年）火災にあい、本門寺祖師堂の東に移転[1]。
- 1690年（元禄3年）現在地（宝樹坊跡地）に移転[1]。
- 宝暦年間（1751-1764年）名称を覚源院（井出寺）と改称[1]。

## 周辺施設
- 微妙庵　覚源院の堂宇として建立。毘沙門天を祀る。この毘沙門天は池上七福神の一つで品川沖で海中から拾い上げられたもの[2]。
- 本町稲荷神社 1920年（大正6年）玉造稲荷と田上稲荷を合祀し現在地に社殿を新築した。

## 交通アクセス
- 東急池上線池上駅から徒歩9分（経路案内）。